# Distretto di Novoselycja
Il distretto di Novoselycja (in ucraino Новоселицький район?) era un distretto (rajon) dell'Ucraina, situato nell'oblast' di Černivci. Il suo capoluogo era Novoselycja. È stato soppresso con la riforma amministrativa del 2020.